# Coleoxestia sanguinipes
Coleoxestia sanguinipes es una especie de escarabajo longicornio del género Coleoxestia, tribu Cerambycini, subfamilia Cerambycinae. Fue descrita científicamente por Bates en 1884.

## Descripción
Mide 26-41 milímetros de longitud.

## Distribución
Se distribuye por Colombia, Costa Rica, Ecuador, Guatemala, Honduras, Nicaragua, Panamá y Venezuela.